# Leo Jud
Pour les articles homonymes, voir Jud.
Leo Jud également appelé Léon de Juda, Leo Juda, Leo Judä, Leo Judas, Leonis Judae, Ionnes Iuda ou encore Leo Keller, né en 1482 à Guémar, en  Alsace et mort le 19 juin 1542 à Zurich, est un théologien réformé. Proche de Ulrich Zwingli, il contribue à l'élaboration de la liturgie zurichoise et introduit la première formule de baptême en allemand.

## Biographie

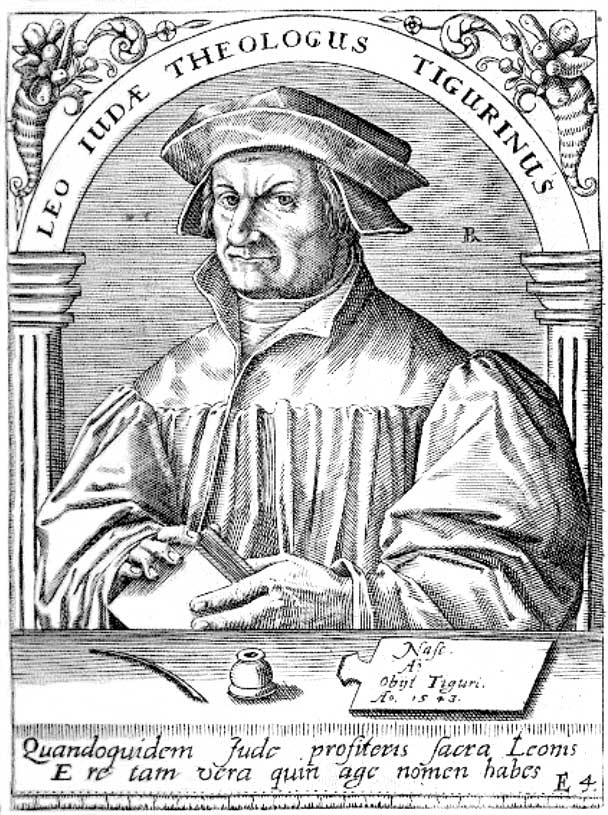
Leo Jud, gravure de Théodore de Bry, XVIe siècle

Fils d'un prêtre alsacien, Leo Jud nait en 1482 à Guémar, un village situé entre Colmar et Sélestat. Il étudie à l'école latine de Sélestat puis à l'université de Bâle où il se déclare en 1499 sous le nom de Leo Keller, peut-être pour dissimuler l'état ecclésiastique de son père et la sonorité juive de son nom. À l'âge de dix-sept ans il devient apprenti apothicaire mais renonce pour se consacrer à la théologie. Après un passage à Fribourg-en-Brisgau en 1505, il retourne à Bâle suivre les enseignements de Thomas Wyttenbach en compagnie d'Ulrich Zwingli avec lequel il se lie d'une amitié qui ne sera interrompue que par la mort de ce dernier.
En 1507, il se rend à pied en pèlerinage à Rome afin d'obtenir une dispense pontificale nécessitée par l'état religieux de son père. Il est ordonné prêtre dans la cité vaticane. La même année, il devient diacre de l'église de Saint-Théodore à Bâle tout en poursuivant ses études, puis, en 1512, curé de la paroisse de Saint-Hippolyte en Alsace avant de succéder à Zwingli comme prêtre du village suisse d'Einsiedeln à partir de 1519. Alors que la réforme protestante se met en marche, c'est là - avec l'appui de l'administrateur de l'abbaye bénédictine locale, Diebold von Geroldseck, qu'il se consacre à la traduction d'ouvrages des réformateurs et d'humanistes, parmi lesquelles certaines  de Didier Érasme dont, en 1521 la fameuse Institution du prince chrétien qu'Érasme avait adressé au futur Charles Quint cinq ans plus tôt.
Il poursuit son œuvre de traduction en langue allemande à Zurich où il officie en tant que pasteur de la paroisse de Saint-Pierre à partir du 2 février 1523, à l'instigation de Zwingli qui essaie d'imposer la réforme, dans une charge qu'il conservera jusqu'à sa mort. Il enseigne l'hébreu à la « Prophezei », l'école d'exégèse biblique de Zurich. Aux traductions d'Érasme, s'ajoutent celles d'opus d'Augustin d'Hippone, Martin Luther, de Jean Calvin et de son ami Zwingli.
En août 1523 qu'il introduit la première formule de baptême dans la langue vernaculaire, un acte fondateur de la liturgie zurichoise qu'il contribue par la suite à élaborer, rédigeant plusieurs catéchismes et composant des hymnes. En septembre de la même année, il est le premier à prêcher la disparition des images dans les lieux de culte. À partir de 1525, la ville de Zurich passe au protestantisme et interdit les messes. Ce passage à la réforme entraine des conflits avec les cantons catholiques qui constituent les premières guerres de religion dès 1529.
Lorsque Zwingli est tué lors de la deuxième Guerre de Kappel, le 11 octobre 1531 Leo Jud gère fidèlement son héritage théologique - même s'il souscrit un temps aux options radicales de Kaspar Schwenckfeld entre 1532 et 1533 - développant et renforçant la Réforme zurichoise avec Heinrich Bullinger. Il participe à l'élaboration de l'ordonnance ecclésiastique de 1532 et de la Première Confession helvétique en 1536.
Il publie les Commentaires posthumes de Zwingli sur l'Ancien Testament  avec d'autres inédits.
On lui doit une révision de la Bible en allemand, parue en 1540 puis entame une nouvelle version latine de l'Ancien Testament qui sera complétée après sa mort par ses amis Theodor Bibliander et Pierre Cholin, revue par Conrad Pellican et publiée par l'éditeur zurichois Christoph Froschauer de manière posthume avec une nouvelle version du Nouveau Testament, en 1543.

## Sources partielles
- Rüdiger Zymner, « Leo Jud » dans le Dictionnaire historique de la Suisse en ligne, version du 25 mai 2010.
- Peter G. Bietenholz et Thomas B. Deutscher, Contemporaries of Erasmus : a biographical register of the Renaissance and Reformation, Volumes 1-3, éd. University of Toronto Press, 1995, p. 148–150, article en ligne